# Tatort: Das stille Geschäft
Das stille Geschäft ist ein Fernsehfilm aus der Fernseh-Kriminalreihe Tatort der ARD und des ORF. Der Film wurde vom NDR produziert und am 6. November 1977 zum ersten Mal gesendet. Er ist die 81. Folge der Tatort-Reihe, der vierte und letzte mit Kommissar Brammer.

## Handlung
Die Folge beginnt mit einem Vorspann, indem die Zuschauer auf den Spionage-Fall vorbereitet werden. Bei einem Verkehrsunfall kommt ein mit falschem Pass ausgestatteter DDR-Agent ums Leben. In seinem Handschuhfach findet die Polizei ein Steuermodul für das Zielsystem des Leopard 1, das von dem Hauptfeldwebel Ulli Meineke nach einem Testschießen entwendet wurde. Dies tat er jedoch nicht freiwillig. Einige Wochen zuvor hatte der Stasi-Agent Jahn, als Textilvertreter getarnt, seine Frau Ina kontaktiert. Da sie mit ihrer Boutique in Geldnot steckt, wollte Jahn diese Notlage ausnutzen, sie zum Fotografieren von Geheimdokumenten ihres Mannes zu nötigen und diese ihm zur Verfügung zu stellen.
Als Meineke die Spionagetätigkeit seiner Frau entdeckt, will er den Militärischen Abschirmdienst (MAD) informieren, nimmt dann jedoch aus Rücksicht auf seine Frau davon Abstand. Als Jahn ihn daraufhin unter Druck setzt, willigt er ein das ganze Steuermodul zu besorgen, da er die Gefahr der Entdeckung gering einschätzt. Die Polizei fand allerdings das Modul und führt Ermittlungen in Meinekes Panzereinheit durch. Das Ehepaar gerät deshalb in Panik. Jahn will den Verdacht auf Meinekes stellvertretenden Vorgesetzten Lanz lenken, indem er Spionagematerial in dessen Wohnung versteckt. Lanz wird von Brammer und Delius in seiner Wohnung verhaftet, nachdem er nicht zum Dienst erschienen war, nachdem Jahn ihn mit K.O.-Tropfen betäubt hatte. Die gefundenen Beweise in seiner Wohnung sind erdrückend, auch wenn Lanz seine Unschuld beteuert.
Kaum wähnt sich Meineke sicher, wird er von Jahn gebeten, das Modul nochmals zu stehlen. Er tauscht es wiederum gegen eine Attrappe aus und entfernt sich unter einem Vorwand aus der Kaserne. Nachdem er das Teil übergeben hat, glaubt Meineke nun nicht mehr lange bei der Truppe bleiben zu können und plant eine Flucht in die DDR. Seine Frau soll nachkommen. Er vertraut auf die Hilfe von Jahn, doch dieser hat sich unerkannt per Bahn in den Osten abgesetzt.
Während einer Schießübung auf dem Truppenübungsplatz versagt der Panzer mit dem falschen Modul und trifft beinahe einen eigenen Panzer. Sofort wird die Kaserne in Alarmbereitschaft versetzt. Meineke kann seine Frau nicht erreichen und sucht daher die gemeinsame Wohnung auf. Dort entdeckt er sie tot im Schlafzimmer, sie hat sich aus Verzweiflung das Leben genommen. Die kurz darauf eintreffenden Brammer und Delius nehmen Meineke schließlich fest.

## Produktion
Der Tatort wurde mit Unterstützung des Militärischen Abschirmdienstes gedreht. Drehorte waren im Mai 1977 Hamburg, die Lüneburger Heide und die Schlieffen-Kaserne in Lüneburg. Das Panzerbataillon 84 stellte die Soldaten, die Panzer sowie die Filmkulissen Kaserne und Technischer Bereich.

## Trivia
- In diesem Tatort tritt Delius, gespielt von Horst Bollmann, in Erscheinung. Die Figur Delius reüssierte später von 1979 bis 1985 in eigenen Folgen. Im letzten der Delius-Tatorte, Baranskis Geschäft (1985), agierte Brammer-Darsteller Knut Hinz als Mordopfer.
- Im Film sind Einheiten der Panzerbrigade 8 zu sehen. Die Leopard-1-Panzer waren zu jener Zeit gerade auf einen neuen Stand aufgerüstet worden.
- Der Regisseur Jürgen Roland hatte drei Jahre vor dem Dreh als Oberleutnant der Reserve im benachbarten Panzerbataillon 82 gedient, dessen Bataillonskommandeur, Oberstleutnant Hasso von Wedel, eine Unterstützung der Dreharbeiten jedoch kategorisch ablehnte.[1]